# فلیکس بدوره
فلیکس بدوره (فرانسوی: Félix Bédouret‎; زاده ۱۸۹۷ – درگذشته ۳۰ ژوئن ۱۹۵۵) بازیکن فوتبال اهل سوئیس بود.
از باشگاه‌هایی که در آن بازی کرده‌است می‌توان به باشگاه فوتبال سروت ۱۸۹۰ اشاره کرد. وی در مسابقات کشوری و بین‌المللی در مجموع برندهٔ ۱ مدال نقره شده‌است.